# Máxima av Nederländerna
Máxima av Nederländerna, född Máxima Zorreguieta Cerruti den 17 maj 1971 i Buenos Aires i Argentina, är sedan den 30 april 2013 drottning av Nederländerna. Innan dess var hon prinsessa av Oranien. Hon är sedan 2002 gift med kung Willem-Alexander av Nederländerna.

## Biografi
Máxima är dotter till Jorge Horacio Zorreguieta Stefanini (1928–2017) och dennes andra hustru Maria del Carmen Cerruti Carricart (född 1944). Hon växte upp i stadsdelen Barrio Norte i Buenos Aires och har två bröder, en syster och tre halvsystrar. Hennes far var statssekreterare under den argentinska militärdiktaturen och president Jorge Videla. Hon gick i den tvåspråkiga skolan Northlands och avlade studentexamen 1988. Hon studerade sedan på det katolska universitetet i Buenos Aires – Pontificia Universidad Católica Argentina. Därefter arbetade hon på olika banker i New York.
Drottning Máxima lärde känna Willem-Alexander genom en träff i Spanien i april 1999 och den 30 mars 2001 offentliggjordes deras förlovning. Hon erhöll nederländskt medborgarskap den 17 maj 2001 och hon gifte sig med Willem-Alexander i Nieuwe Kerk i Amsterdam den 2 februari året därpå. Tillsammans har de prinsessorna Catharina-Amalia (född 7 december 2003), Alexia (född 26 juni 2005) och Ariane (född 10 april 2007).
Hennes far uteslöts från att vara med vid bröllopet på grund av sin bakgrund som statssekreterare under militärjuntan i Argentina. Beslutet togs av dåvarande drottning Beatrix. Máxima har som medlem av det nederländska kungahuset behållit sin katolska tro, även om kungahuset är protestantiskt.

## Utmärkelser
- Storkorset av Isabella den katolskas orden,  2001[5]
- Machiavelli award,  2011
- Storkors av Sankt Olavs orden,  2 oktober 2013[6]
- Vita örnens orden,  juni 2014
- Elefantorden,  17 mars 2015[7]
- Förbundsrepubliken Tysklands förtjänstorden - storkors av särskilda klassen,  2017
- Riddare med storkors av Litauens förtjänstorden,  11 juni 2018[8]
- Storkorset av Vita dubbelkorsets orden,  7 mars 2023[9]
- Medlem av Storkorset av Polarstjarneorden
- Södra korsets orden
- Storkors av Hederslegionen[10]
- Kedja av Piusorden
- Storkors av Leopoldorden[11]
- Storkors av Kronorden
- Storkedja av Henrik Sjöfararens orden[12]
- Nassauska Gyllene lejonets orden
- Bruneis kungafamiljs orden
- Chilenska förtjänstorden
- Storkorset av Nationalförtjänstorden
- Stora ordensbandet av Dyrbara Kronans orden
- Storkorset av Karl III:s orden[13]
- Storkorset av Nederländska Lejonorden
- Storkorsriddare av Republiken Italiens förtjänstorden

[Redigera Wikidata]